# Catedral de la Asunción de María (St. Pölten)
La Catedral de la Asunción de María o simplemente Catedral de St. Pölten (en alemán: Dom Mariä Himmelfahrt) es un edificio religioso de la Iglesia Católica que desde 1785 es la catedral de la diócesis de Sankt Pölten en Austria y es además parte de la Abadía de Sankt Pölten. El edificio, a pesar de una estructura de finales del románico, es básicamente del barroco y está muy bien conservado.
Los orígenes de la abadía actual de St. Pölten y, por tanto, de la catedral se remontan al 790. Los benedictinos trajeron las reliquias de San Hipólito, que dieron el nombre de la ciudad. En 828, empezó a depende de la diócesis de Passau y fue parte de la Gran Moravia. Después de la caída de los magiares en 907, el monasterio fue destruido y reconstruido en el año 955 tras la batalla de Lechfeld. La primera mención escrita es en una carta de 976 entre el emperador Otto II, emperador del sacro imperio romano germánico y el obispo Peregrino. 
Alrededor de 1150, se construyó una iglesia de tres naves sin crucero con torres gemelas al oeste, hecha de nuevo entre 1267 y 1280 después de un incendio. Esta iglesia fue consagrada en 1228 por el obispo Gebhard a la Asunción de María.

## Véase también

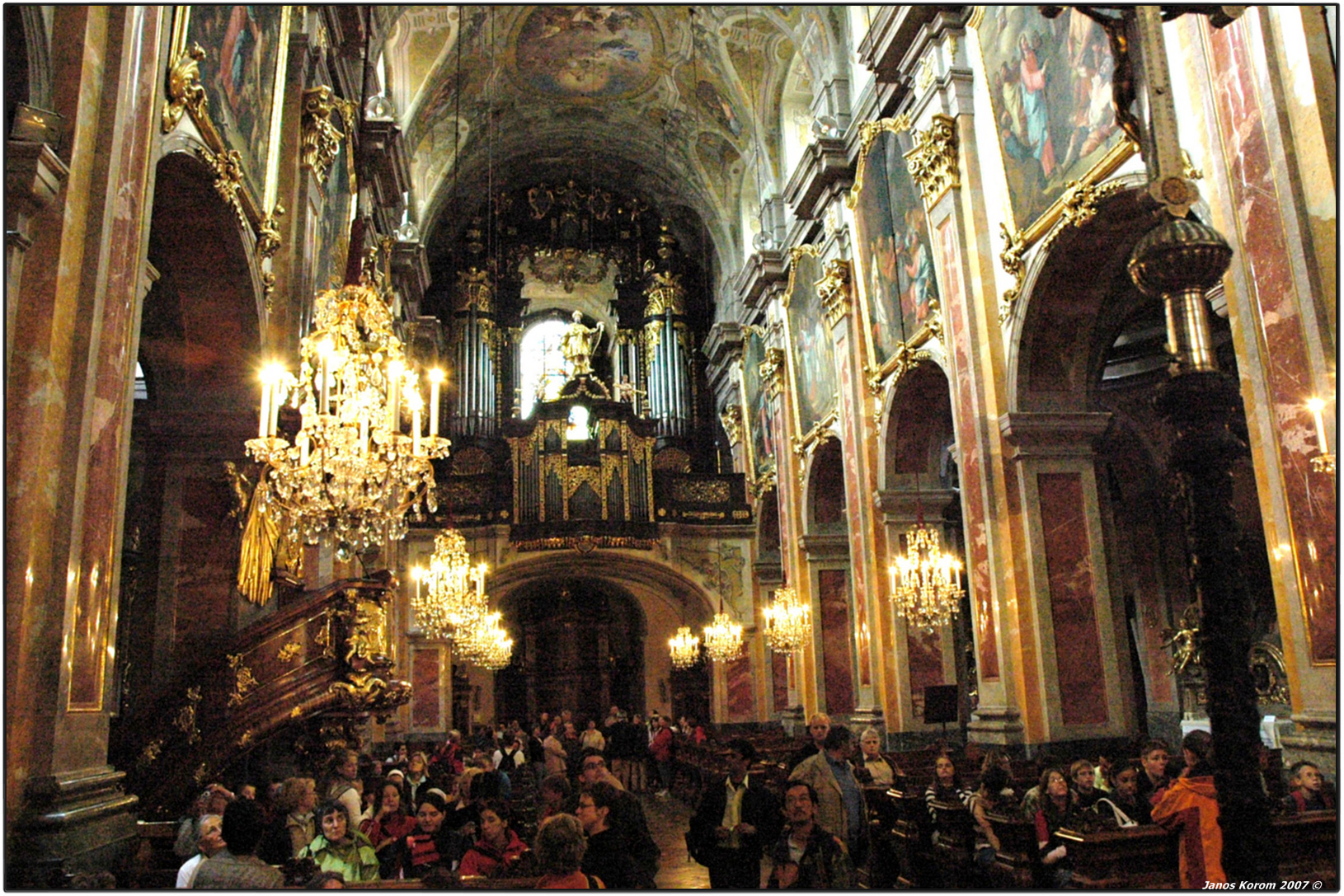
Vista interna